# Concord (Sydney)
Concord – geograficzna nazwa dzielnicy (przedmieścia), położona na terenie samorządu lokalnego City of Canada Bay, wchodzącego w skład aglomeracji Sydney, w stanie Nowa Południowa Walia, w Australii.

## Galeria

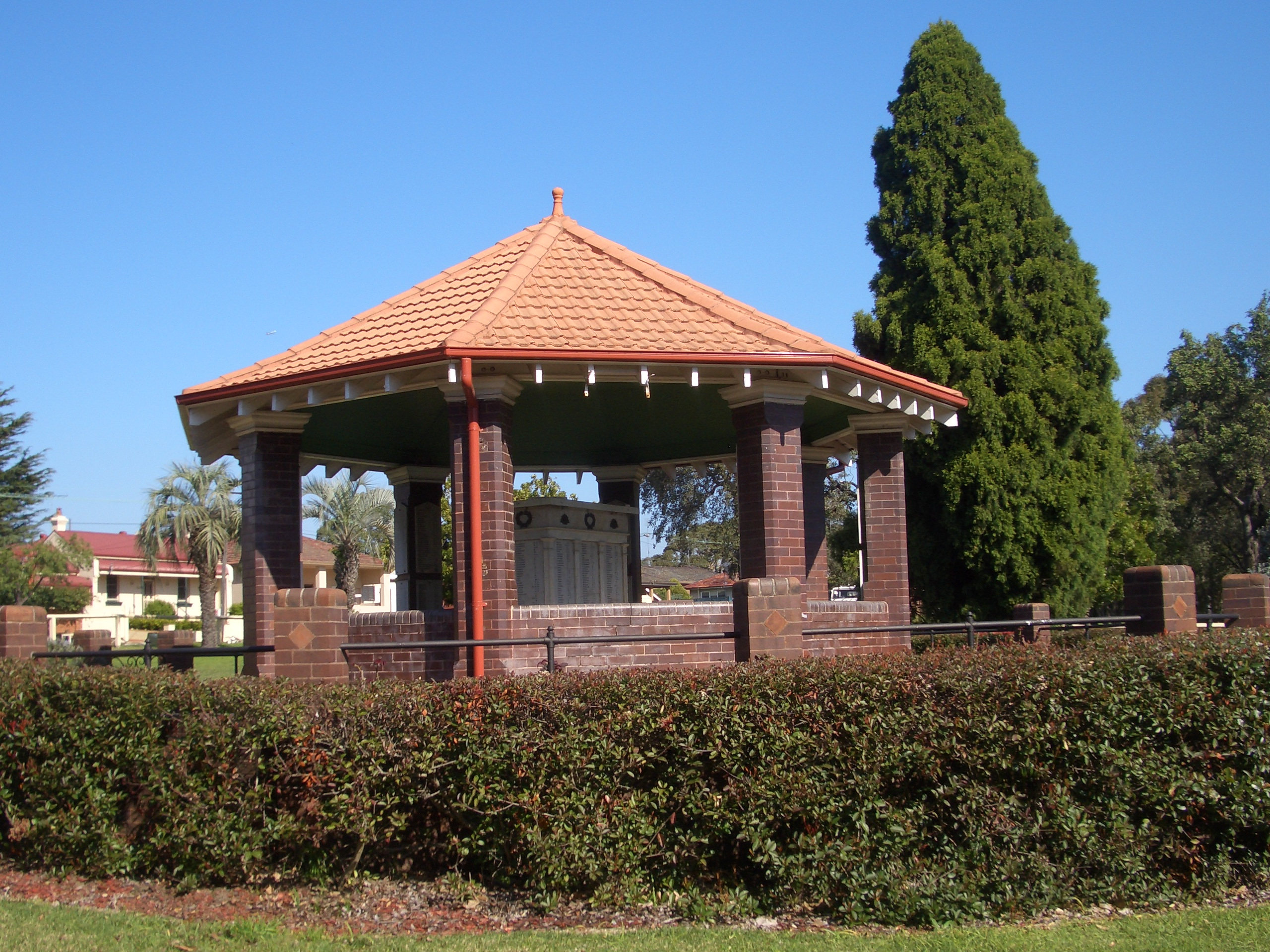
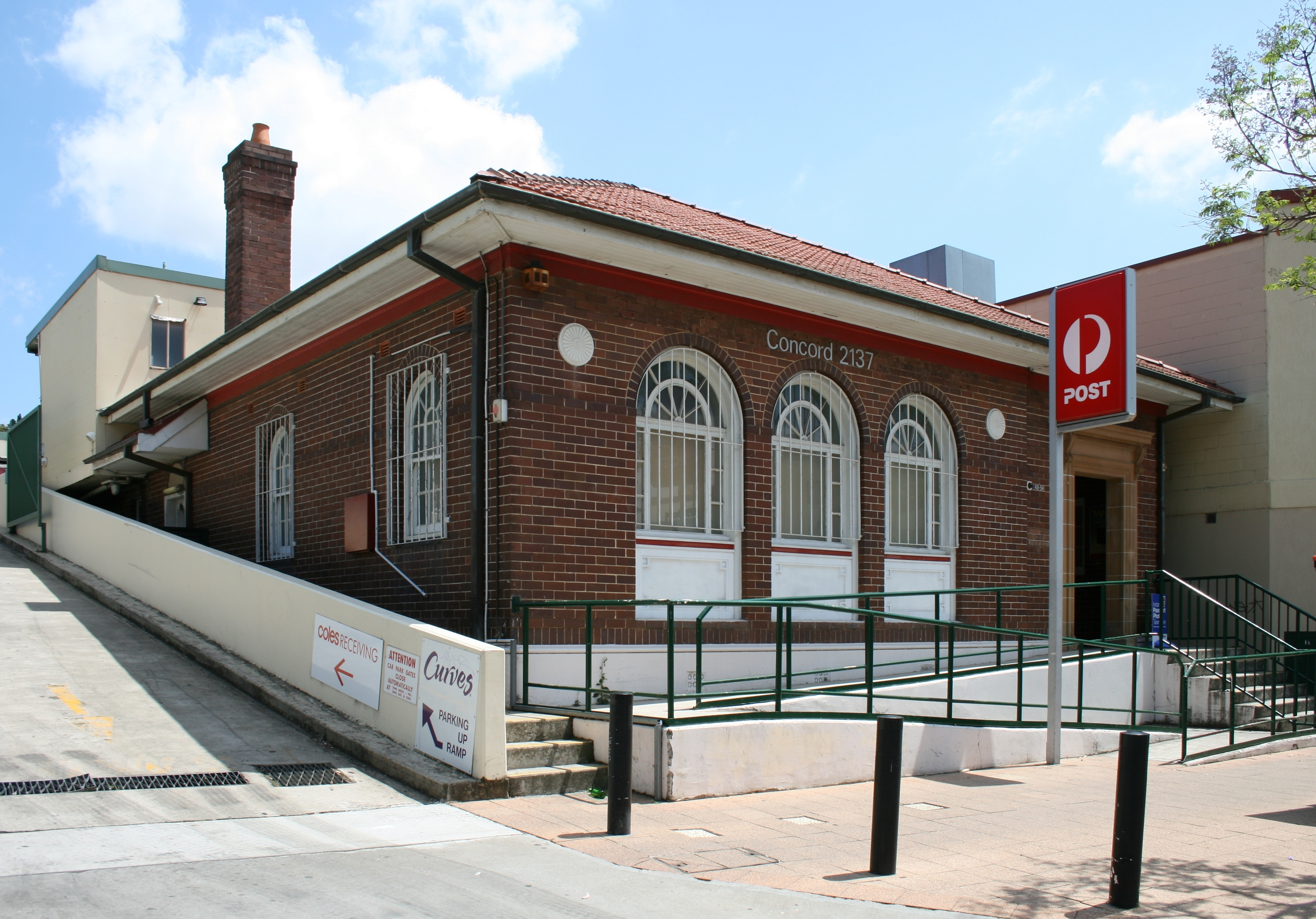
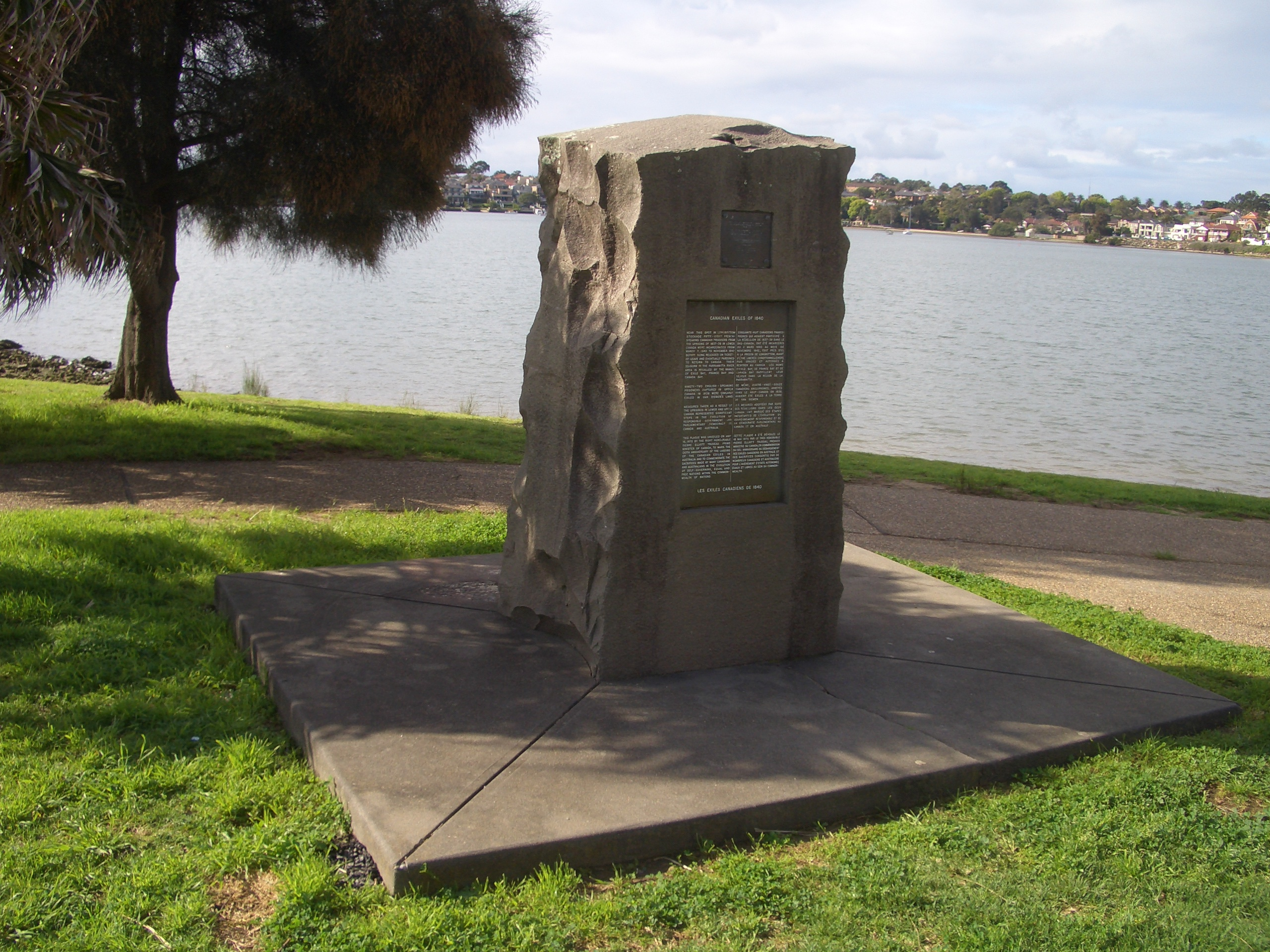